# أنديرس نيلسون (لاعب هوكي الجليد)
أنديرس نيلسون (بالسويدية: Anders Nilsson) هو لاعب هوكي الجليد سويدي، ولد في 19 مارس 1990 في لوليو في السويد.

## وصلات خارجية
- أنديرس نيلسون على موقع دوري الهوكي الوطني (الإنجليزية)
- أنديرس نيلسون على موقع قاعة مشاهير الهوكي (لاعب أن.إتش.أل) (الإنجليزية)
- أنديرس نيلسون على موقع دوري الهوكي للقارات (الإنجليزية)
- أنديرس نيلسون على موقع EliteProspects.com (الإنجليزية)
- أنديرس نيلسون على موقع Eurohockey.com (الإنجليزية)
- أنديرس نيلسون على موقع HockeyDB.com (الإنجليزية)
- أنديرس نيلسون على موقع Hockey-Reference.com (الإنجليزية)